# Kreuth
Kreuth là một xã thuộc huyện Miesbach, bang Bayern, Đức. Xã này có diện tích 122,26 km2.

Vùng nghỉ mát này nằm phía Nam hồ Tegernsee, có 17 làng trải dài từ Tegernsee dọc theo thung lũng sông Weißach cho tới biên giới Áo (Tirol) có một độ cao từ 800 m cho tới 1800 m trên mặt biển.

## Xã thân hữu
Từ ngày 11 tháng 6 năm 1976 xã Kreuth kết nghĩa với xã Achenkirch thuộc Tirol, nằm ngay bên kia bên giới. Vào ngày 24 tháng 9 năm 2005 Kreuth kết nghĩa thêm với xã Prunay-en-Yvelines thuộc huyện Yvelines, Pháp.

## Liên kết ngoài

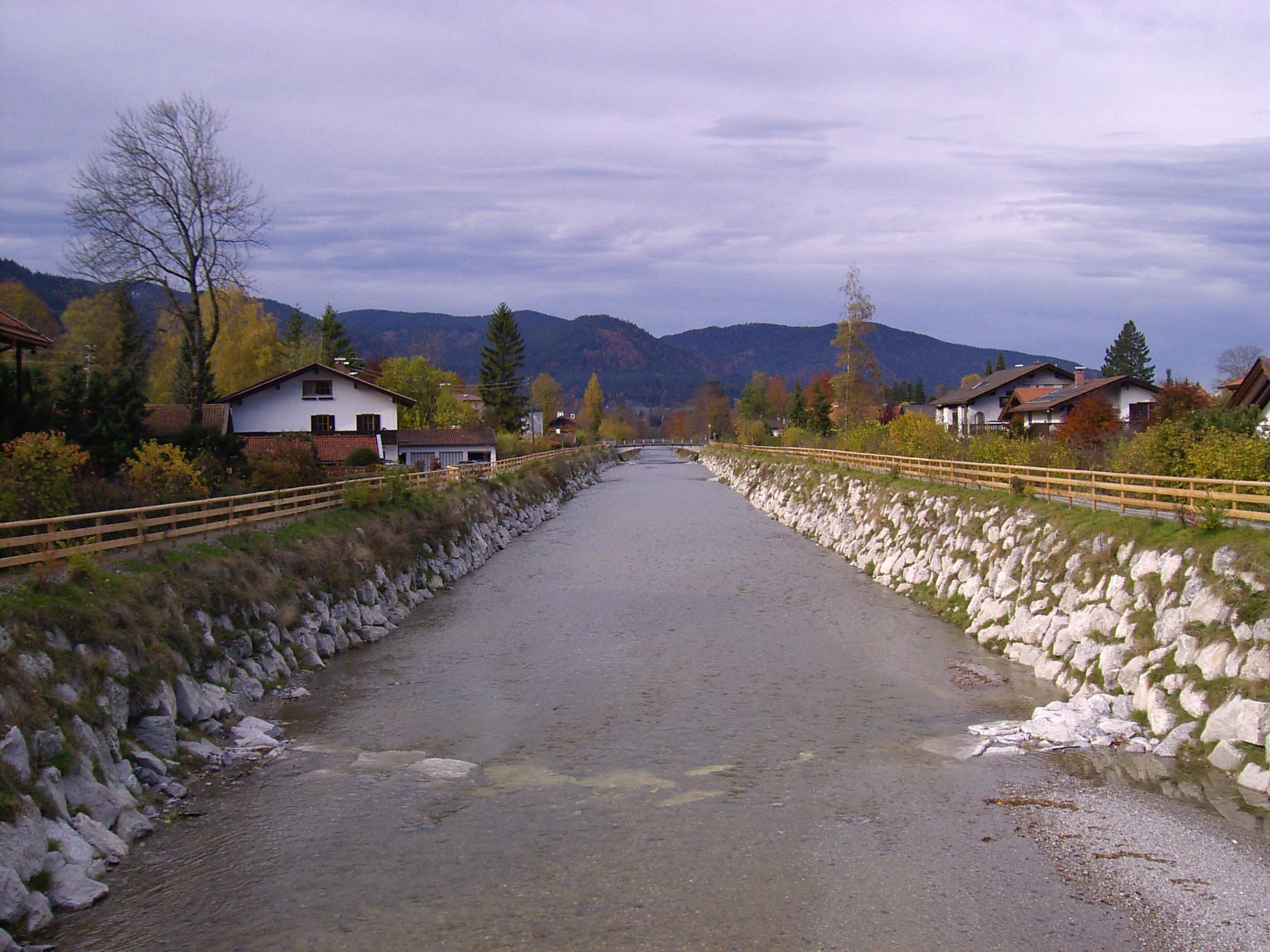
Biên giới với xã Rottach-Egern một phần chạy dọc theo sông Weißach.